# David Lynch
David Keith Lynch (20 tháng 1 năm 1946 – 16 tháng 1 năm 2025) là một cố nhà làm phim, họa sĩ kiêm nhạc sĩ người Mỹ. Được đánh giá là một trong những nhà làm phim Hollywood vĩ đại nhất trong thế hệ của mình, ông nổi tiếng nhờ những bộ phim mang phong cách siêu thực, độc đáo, với những yếu tố kỳ ảo và bạo lực trong những tác phẩm của ông thường khiến người xem cảm thấy "ghê rợn, bị xúc phạm hoặc bối rối".
Sinh ra trong gia đình tầng lớp trung lưu tại Missoula, Montana, Lynch chu du khắp nước Mỹ khi còn nhỏ, trước khi theo học mỹ thuật tại Học viện Nghệ thuật Pennsylvania ở Philadelphia, nơi ông bắt đầu sản xuất những thước phim ngắn đầu tiên. Ông chuyển tới Los Angeles và sản xuất bộ phim dài đầu tiên, Eraserhead (1977). Sau khi tác phẩm siêu thực kinh dị này tạo tiếng vang trong cộng đồng phim đêm khuya, Lynch đạo diễn bộ phim tiểu sử về Joseph Merrick mang tên The Elephant Man (1980) mang về thành công lớn. Ông được De Laurentiis Entertainment Group chiêu mộ và thực hiện thêm hai bộ phim: khoa học viễn tưởng Dune (1984), gặp thất bại về doanh thu và chuyên môn; và Blue Velvet (1986) gây nhiều tranh cãi nhưng được giới phê bình đánh giá tốt.
Tiếp đó, Lynch tạo dựng loạt chương trình truyền hình cùng Mark Frost, bao gồm chương trình nổi tiếng Twin Peaks (1990–1991; 2017); phim tiếp nối Twin Peaks: Fire Walk with Me (1992); phim đồng hành Wild at Heart (1990) và phim gia đình The Straight Story (1999). Tập trung vào chủ đề siêu thực, ông liên tiếp phát hành ba bộ phim xoay quanh nội dung về "logic giấc mơ" và cách dẫn chuyện độc đáo: phim tâm lý ly kỳ Lost Highway (1997), phim neo-noir Mulholland Drive (2001) và phim kỳ bí Inland Empire (2006). Ông còn sản xuất nhiều chương trình lấy Internet làm trọng tâm, như phim hoạt hình DumbLand (2002) và phim hài kịch tình huống Rabbits (2002).
Ông đã phát hành 2 album đơn ca—Crazy Clown Time (2011) và The Big Dream (2013)—cùng âm nhạc trong nhiều bộ phim như "Ghost of Love" trong Inland Empire. Ông thành lập Quỹ David Lynch để hưởng ứng cho chương trình dạy Thiền học tại nhiều trường học; viết hai quyển sách—Images (1994) và Catching the Big Fish (2006); và đạo diễn nhiều video âm nhạc cùng quảng cáo.
Ông đã giành ba đề cử giải Oscar, bao gồm hai đề cử dành cho Đạo diễn xuất sắc nhất. Ông đã hai lần thắng giải César cho phim nước ngoài hay nhất, giải Cành cọ vàng tại Liên hoan phim Cannes, giải Sư tử vàng cho Thành tựu trọn đời vào năm 2006 tại Liên hoan phim Venice và giải Oscar danh dự vào năm 2019. Chính phủ Pháp vinh danh ông bằng Bắc đẩu bội tinh, là huân chương cao quý nhất của Nhà nước Pháp, với danh hiệu "Hiệp sĩ" năm 2002 và "Sĩ quan" năm 2007. Blue Velvet và Mulholland Drive được xem là những bộ phim vĩ đại nhất theo từng thập niên. The Guardian gọi Lynch là "đạo diễn quan trọng nhất của kỷ nguyên này".
Là người hút thuốc lâu năm, ông đã qua đời vì biến chứng của bệnh khí phế thũng sau khi được sơ tán khỏi nhà do vụ cháy rừng ở Nam California vào tháng 1 năm 2025.

## Sự nghiệp điện ảnh

### Phim
| Năm  | Phim                          | Oscar | Oscar | BAFTA | BAFTA | Quả cầu vàng | Quả cầu vàng | Liên hoan phim Cannes | Liên hoan phim Cannes  |
| Năm  | Phim                          | Đề cử | Thắng | Đề cử | Thắng | Đề cử        | Thắng        | Đề cử                 | Thắng                  |
| ---- | ----------------------------- | ----- | ----- | ----- | ----- | ------------ | ------------ | --------------------- | ---------------------- |
| 1977 | Eraserhead                    |       |       |       |       |              |              |                       |                        |
| 1980 | The Elephant Man              | 8     |       | 7     | 3     | 4            |              |                       |                        |
| 1984 | Dune                          | 1     |       |       |       |              |              |                       |                        |
| 1986 | Blue Velvet                   | 1     |       |       |       | 2            |              |                       |                        |
| 1990 | Wild at Heart                 | 1     |       | 1     |       | 1            |              | Cành cọ vàng          | Cành cọ vàng           |
| 1992 | Twin Peaks: Fire Walk with Me |       |       |       |       |              |              | Cành cọ vàng          |                        |
| 1997 | Lost Highway                  |       |       |       |       |              |              |                       |                        |
| 1999 | The Straight Story            | 1     |       |       |       | 2            |              | Cành cọ vàng          |                        |
| 2001 | Mulholland Drive              | 1     |       | 2     | 1     | 4            |              | Cành cọ vàng          | Đạo diễn xuất sắc nhất |
| 2006 | Inland Empire                 |       |       |       |       |              |              |                       |                        |

### Phim ngắn
| Năm  | Phim                               | DVD                                                  | Blu-ray                    |
| ---- | ---------------------------------- | ---------------------------------------------------- | -------------------------- |
| 1966 | Six Men Getting Sick               | The Short Films of David Lynch & The Lime Green Set  | Eraserhead                 |
| 1967 | Absurd Encounter with Fear         | The Lime Green Set                                   |                            |
| 1967 | Fictitious Anacin Commercial       | The Lime Green Set                                   |                            |
| 1968 | The Alphabet                       | The Short Films of David Lynch & The Lime Green Set  | Eraserhead                 |
| 1970 | The Grandmother                    | The Short Films of David Lynch & The Lime Green Set  | Eraserhead & Wild at Heart |
| 1974 | The Amputee                        | The Short Films of David Lynch & The Lime Green Set  | Eraserhead                 |
| 1988 | The Cowboy and the Frenchman       | The Short Films of David Lynch & The Lime Green Set  |                            |
| 1990 | Industrial Symphony No. 1          | The Lime Green Set                                   |                            |
| 1995 | Premonition Following An Evil Deed | The Short Films of David Lynch & The Lime Green Set  | Eraserhead & Wild at Heart |
| 2002 | Darkened Room                      | Dynamic 1                                            | Lost Highway               |
| 2002 | Dumbland (8 films)                 | Dumbland & The Lime Green Set                        | Wild at Heart              |
| 2002 | Out Yonder (3 films)               | Dynamic 1 (part 1) & The Lime Green Set (part 2 & 3) | Lost Highway (part 1)      |
| 2002 | Rabbits (4 films)                  | The Lime Green Set                                   |                            |
| 2007 | Ballerina                          | Inland Empire                                        |                            |
| 2007 | Absurda                            | The Lime Green Set                                   |                            |
| 2007 | Boat                               | Dynamic 1                                            | Lost Highway               |
| 2007 | Bug Crawls                         | Dynamic 1                                            | Lost Highway               |
| 2007 | Industrial Soundscape              | Dynamic 1                                            | Lost Highway               |
| 2007 | Blue Green                         | Lynch                                                |                            |
| 2009 | Dream#7                            |                                                      |                            |
| 2010 | Lady Blue Shanghai                 |                                                      |                            |
| 2011 | The 3 Rs                           |                                                      |                            |
| 2013 | Idem Paris                         |                                                      |                            |

### Chương trình truyền hình
| Năm             | Tựa đề             | Nhân vật    | Tập |
| --------------- | ------------------ | ----------- | --- |
| 1990–1991, 2017 | Twin Peaks         | Gordon Cole | 30  |
| 1992            | On the Air         |             | 7   |
| 1993            | Hotel Room         |             | 3   |
| 2010-2013       | The Cleveland Show | Gus         | 19  |
| 2012            | Louie              | Jack Dall   | 3   |

### Video âm nhạc
| Năm  | Bài hát                            | Nhạc sĩ            |
| ---- | ---------------------------------- | ------------------ |
| 1982 | "I Predict"                        | Sparks             |
| 1990 | "Wicked Game" (phiên bản điện ảnh) | Chris Isaak        |
| 1992 | "A Real Indication"                | Angelo Badalamenti |
| 1995 | "Longing"                          | X Japan            |
| 1999 | "Thank You Judge"                  | BlueBob            |
| 2009 | "Shot in the Back of the Head"     | Moby               |
| 2010 | "I Touch a Red Button Man"         | Interpol           |
| 2011 | "Crazy Clown Time"                 | David Lynch        |
| 2013 | "Came Back Haunted"                | Nine Inch Nails    |

## Danh sách đĩa nhạc
Album phòng thu
- Crazy Clown Time (2011)
- The Big Dream (2013)

Album hợp tác
- Lux Vivens (với Jocelyn Montgomery) (1998)
- BlueBOB (với John Neff) (2001)
- The Air Is On Fire (với Dean Hurley) (2007)
- Polish Night Music (với Marek Zebrowski) (2007)
- This Train (với Chrystabell) (2011)
- Somewhere in the Nowhere (với Chrystabell) (2016)
- Thought Gang (với Angelo Badalamenti) (thu âm 1992/93) (2018)
- Cellophane Memories (với Chrystabell) (2024)[13][14]